# 库提人
库提人是扎格羅斯山脈（現伊朗和伊拉克邊界）的游牧民族。他們的祖國常被稱為蘇美爾，庫提人往往被認為是現代庫爾德族的先驅。公元前1世紀，庫提人就常出現於美索不達米亞低地，之後則擴大到包括札格羅斯山脈和底格里斯河之間的中東地區。庫提人於亞述王朝也曾出現。另外，波斯大帝居魯士統治時期，著名將軍古巴魯亦也是庫提人。